# ТЭЦ Быдгощ-1
ТЭЦ Быдгощ-1 (ЭС-1) – теплоэлектроцентраль в одноимённом городе на севере Польши.
Первая электростанция появилась в Быдгоще в 1896 году. Она, в частности, обеспечивала потребности городских трамваев и к 1920 году достигла мощности в 2,5 МВт. Однако растущий спрос на электроэнергию потребовал строительства нового объекта, за которое взялись во второй половине десятилетия. Поскольку существующая станция не могла покрыть даже текущие городские потребности, на время строительства площадка будущей ТЭС обеспечивалась генератором мощностью 450 кВ, предназначенным для подводной лодки.
Введена в эксплуатацию в 1929 году, станция имела центральную котельную с четырьмя пылевугольными котлами производства Babcock Zieleniewski (ранее краковский завод Зеленевского объединился с британской Babcock). Один турбинный комплект мощностью 3 МВт поставила чешская Skoda, в то время как другой с показателем 3,5 МВт имел так же чешскую турбину от Первого Брненского машиностроительного завода и генератор швейцарской компании Oerlikon.
В 1942 году, во время немецкой оккупации, ТЭС расширили за счет установки еще двух котлов и турбины мощностью 10 МВт. Во время отступления немцы попытались помешать дальнейшему использованию станции и сбросили регуляторы турбин в реку, однако удалось их выловить и запустить ТЭС уже в начале февраля 1945 года.
В 1949 году ТЭС дополнили седьмым котлом производства Steinmuller, а в 1954 году здесь ввели восьмой котел и еще одну турбину мощностью 10 МВт.
В 1962 году станцию преобразовали в теплоэлектроцентраль. Первоначально она поставляла пару для соседних промышленных предприятий, а начиная с зимы 1965/1966 годов также и для коммунальных нужд. В 1979 и 1980 годах для покрытия пиковых нагрузок добавили четыре водогрейных котла WR-25 с тепловой мощностью по 29 МВт, поставленные компанией Rafako из Рацибужа. Их смонтировали на месте четырех самых старых паровых котлов, которые работали с конца 1920-х годов. Во время этой модернизации для удаления продуктов сгорания построили дымовую трубу высотой 100 метров.
По состоянию на начало 2010-х годов на станции продолжали использовать четыре паровых котла и две турбины общей мощностью 14 МВт (хотя фактическая мощность составляла только 4 МВт). Вместе с четырьмя водогрейными котлами это обеспечивало тепловую мощность в 194 МВт. Однако уже в 2016 году за ТЭЦ учитывались только три водогрейных котла общей тепловой мощностью 87 МВт.